# Iridometra
Iridometra is een geslacht van haarsterren uit de familie Antedonidae.

## Soorten
- Iridometra adrestine (A.H. Clark, 1907)
- Iridometra malagasiensis Marshall & Rowe, 1981
- Iridometra maxima A.H. Clark (1929)